# 지방도 제904호선
지방도 제904호선은 경상북도 영천시 고경면 청정 교차로에서 경주시 양남면 양남사거리를 잇는 경상북도의 지방도이다.

## 연혁
- 2003년 2월 20일 : 기점을 경주시 광명동에서 영천시 고경면 청정리로 28.1km 구간 연장. 이에 따라 '경주 ~ 양남선'에서 '고경 ~ 양남선'이 됨.[1]
- 2011년 3월 21일 : 명계도로(경주시 내남면 명계리) 334m 구간 선형개량 개통[2]
- 2013년 12월 2일 : 호국원진입도로(영천시 고경면 청정리) 670m 구간 확장 개통[3]
- 2016년 6월 1일 : 북안 ~ 고경간 도로(경주시 서면 도리 ~ 영천시 고경면 덕정리) 3.899km 구간 확장 개통[4]
- 2021년 12월 6일 : 실연장 반영으로 총 연장을 66.39km에서 70.55km로 변경함.[5]

## 주요 경유지
- 영천시
  - 고경면 청정 교차로 - 국립영천호국원 - 청정교 - 파계리 - 덕정리 - 마치재

- 경주시
  - 현곡면 마치재 - 남사리 - 가정리 - 경주디자인고등학교 - 하구리 - 현곡 교차로 - 하구교 - 금장리 - 금장 교차로 - 단절
  - 황남동 광명동
  - 건천읍 제1화천교 - 화천2교 - (경주역) - 화천리 - 제3화천교 - 화천보건진료소 - 신택지
  - 내남면 비지리 - 박달리 - 박달교 - 박달2교 - 상신리 - 광석교 - 덕천리 - 이조리 - 이조교 - 이조네거리 - 성천교 - 노곡리 - 명계리 - 명계3교
  - 외동읍 제내리 - 냉천리 - 냉천2교 - 냉천교 - 연안리 - 연안교 - 외동공공도서관 - 입실초등학교 - 입실삼거리 - 입실리 - 입실지
  - 양남면 이스트힐CC - 효동리 - 석읍리 - 석읍교 - 학천교 - 석촌리 - 기구리 - 고기교 - 기구1교 - 환서리 - 하서리 - 양남사거리

### 해제 구간
이 구간은 2013년부터 해제되었다.
- 경주시
  - 현곡면 금장 교차로 - 서경주역 - 금장사거리 - 금장교
  - 황성동 금장교 - 금장교네거리 - 계림고등학교 - 계림중네거리 - 계림중학교 - 황성지하도네거리 - 황성동주민센터, 경주시립도서관
  - 동천동 시청입구삼거리 - 경주교
  - 황오동 경주교 - 경주세무서 - 경주역시외버스정류장 - 역전삼거리 - 팔우정삼거리
  - 황남동 내남네거리 (경주 대릉원)
  - 중부동 서라벌네거리 - 터미널네거리 (경주고속터미널) - 서천교
  - 선도동 서천교 - 태종 무열왕릉 - 효현교
  - 황남동 효현교 - 광명동

## 중복 구간
- 경주시 외동읍 연안교 북단 ~ 연안교 남단 : 국도 제7호선과 중복
- 경주시 외동읍 입실삼거리 ~ 양남면 효동리 : 국도 제14호선과 중복

## 도로명
- 영천시 고경면 청정 교차로 ~ 경주시 현곡면 금장 교차로 : 용담로
- 경주시 광명동 ~ 외동읍 연암교 북단 : 내외로
- 경주시 외동읍 연안교 북단 ~ 연안교 남단 : 산업로
- 경주시 외동읍 연안교 남단 ~ 입실삼거리 : 입실로
- 경주시 외동읍 입실삼거리 ~ 양남사거리 : 외남로